# Willow Hand

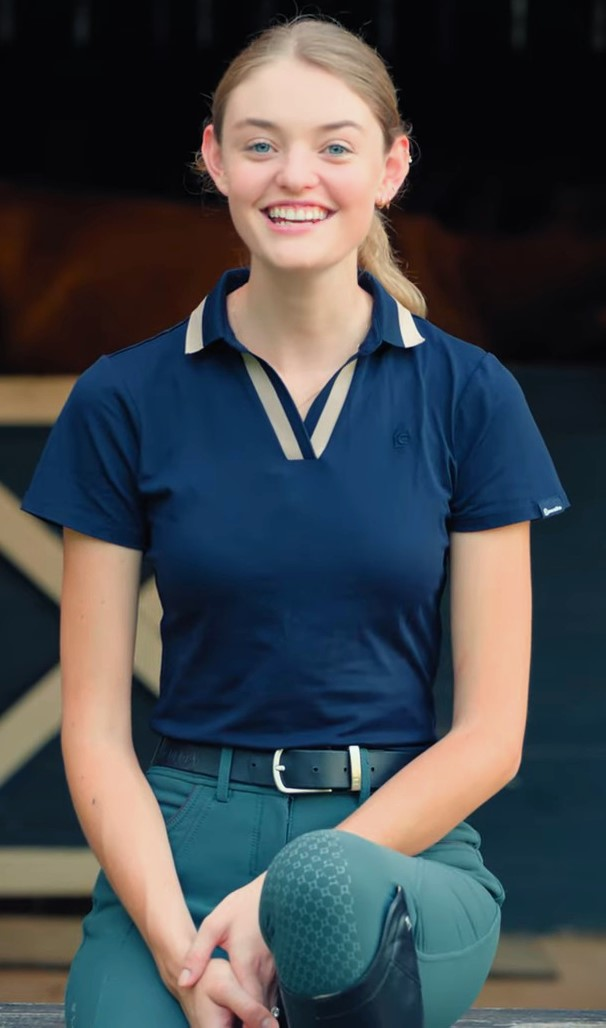
Willow Hand (2023)

Alexandra „Willow“ Hand (* 19. Dezember 1998 in Marion County, Florida) ist ein US-amerikanisches Model.

## Leben
Willow Hand ist in Florida geboren und aufgewachsen; Sie wurde im Alter von 12 Jahren entdeckt, als sie im Laden ihrer Eltern aushalf. Ihre erste Modenschau wurde für Prada eröffnet, für die sie exklusiv auf der Mailänder Modewoche Herbst/Winter 2015 debütierte. In der folgenden Woche war sie auf der Paris Fashion Week, wo sie für Miu Miu lief. 2015 wurde sie von Elle als einer von acht Breakout-Stars genannt. Hand wurde als eines von fünfzehn aufstrebenden amerikanischen Models aufgeführt, die man sich ansehen sollte.
Sie lief in ihrer Karriere für Prada, Miu Miu, Gucci, Louis Vuitton, Anna Sui, Valentino, Chanel, Dolce & Gabbana, Fendi, Alexander McQueen, Vera Wang und viele andere Modehäuser. Sie ist Teil von Kampagnen für Prada, Anna Sui, Bottega Venetta, Zara, Benetton, Jill Stuart und Victoria’s Secret. Hand wurde von Free People als Muse ausgewählt und für deren Katalog fotografiert. Sie war in Editorials für einige internationale Vogue-Ableger, Allure, Russh, Garage, Dazed oder Numero Tokyo zu sehen.
2018 lief sie für die letzte Victoria’s Secret Fashion Show. Ihr Aussehen wurde mit dem einer Disney-Prinzessin verglichen.
Hand ist mit Josh Knight verlobt und spielt einige Instrumente wie Ukulele, Gitarre, Klavier und singt; sie interessiert sich dafür, Theaterschauspielerin zu werden.